# Uduba barbarae
Uduba barbarae is een spinnensoort uit de familie Udubidae. De soort komt voor in Madagaskar.